# Курче
Курче (пол. Kurcze, нім. Kurzewiese) — село в Польщі, у гміні Черськ Хойницького повіту Поморського воєводства.
Населення — 373 особи (2011).
У 1975-1998 роках село належало до Бидгощського воєводства.

## Демографія
Демографічна структура станом на 31 березня 2011 року:
|          | Загалом | Допрацездатний вік | Працездатний вік | Постпрацездатний вік |
| -------- | ------- | ------------------ | ---------------- | -------------------- |
| Чоловіки | 206     | 44                 | 149              | 13                   |
| Жінки    | 167     | 37                 | 101              | 29                   |
| Разом    | 373     | 81                 | 250              | 42                   |